# Stadio Moldova
Lo stadio Moldova è un impianto sportivo situato a Speia, a circa 30 chilometri da Chișinău. Lo stadio viene usato principalmente per le gare casalinghe del Dacia Chișinău. L'impianto ha una capienza di 8.550 posti, di cui circa 3.300 
a sedere.